# Steebschacht
Der Steebschacht ist eine Schachthöhle bei Wennenden (Seißen, Blaubeuren) auf der Schwäbischen Alb. Aufgrund der Lage in Hauptkluftrichtung nur etwa 1 km entfernt vom momentanen Ende des Blauhöhlensystems ist eine Zugehörigkeit dazu wahrscheinlich. Marker aus einem Färbeversuch mit Einbringung direkt in das Wasser der Flusshöhle konnten im Blauhöhlensystem und im Blautopf eindeutig nachgewiesen werden.
Stand März 2025 ist der Steebschacht mit −166 m die tiefste Höhle der Schwäbischen Alb.

## Forschungsgeschichte
Der Steebschacht wurde erstmals als große Doline vom Laichinger Pfarrer Johannes Mayer als dreifacher Erdeinbruch „fünfhundert Schritt vom Hof Wennenden in Richtung Blaubeuren“ im Jahre 1680 erwähnt.
1964 war im Zuge der Planung für eine Kläranlage eine Einbeziehung der Ponor-Doline als Regenwasserüberlauf geplant. Dafür wurde die Doline ausgebaggert und in 16 m Tiefe ein Betonfundament eingebracht, auf welches Betonringe bis zur Oberfläche aufgesetzt wurden. Die Doline wurde ebenerdig aufgefüllt. Das Vorhaben wurde aber aufgrund der geänderten Gesetzeslage nicht realisiert.
2009 wurde vom Höhlenverein Blaubeuren eine Grabungsgenehmigung erwirkt und der jahrzehntelang verschlossene Schacht geöffnet.
Nach langwierigen Sanierungsarbeiten des Schachtfundaments und von unstabilen Felsen im oberen Höhlenteil konnte die Erforschung im Jahre 2012 starten. Da die vorgefundene Tiefe von etwa 40 m noch viel Luft bis zum Karstwasser-Niveau ließ, wurde am tiefsten Punkt mit einer Grabung begonnen.
Die Grabungsaktivitäten wurden im Laufe der Zeit intensiviert, 2016 wurde mit dem Bau einer Seilbahn begonnen, um das Grabungsmaterial effizienter zum Ablagerungspunkt schaffen zu können. Nebenbei bekam die Höhle auch noch einen 3×32 A Drehstromanschluss.
Im April 2018 erfolgte in etwa 65 m Tiefe der Durchbruch in ein labyrinthartiges Höhlensystem mit 151 m Tiefe.
Um die Verhältnisse in der Höhle kontinuierlich zu dokumentieren, wurde 2019 mittels Cave-Link eine drahtlose Telemetrieanlage eingebaut, welche Lufttemperatur und Druck, sowie an zwei Stellen Wasserstand und Wassertemperatur ins Internet überträgt.
Durch weitere Grabungen im Wassergang, der tiefsten Stelle der Höhle, wurde eine Gesamtlänge von 685 m bei einer Tiefe von 156 m (Stand: 20. Dezember 2020) erreicht.
Am 8. Mai 2021 wurde im Steebschacht ein Durchbruch erzielt. Nach monatelanger Grabung wurde ein großräumiger Gang mit Flusslauf erreicht.
Nach langwierigen Erweiterungs- und Sicherungsarbeiten des bisher extrem engen Zugangs wurde am 9. Dezember 2023 in Absentia ein erster Sondierungs-Tauchgang im westlichen, stromaufwärts liegenden Siphon unternommen. Dabei stellte sich dieser als relativ leicht überwindbar heraus und öffnete den Weg in eine großräumige Flusshöhle. Diese wurde in mehreren, darauf folgenden Tauchgängen, mehrere huntert Meter weit befahren und grundlegend vermessen. Ein Ende der Flusshöhle ist nicht abzusehen.
Während einer Forschungswoche im Sommer 2024 wurde bei der Vermessung eines Schlotes ein zweites, oberes Stockwerk etwa 30 m oberhalb Absentia entdeckt.
Die Gesamtlänge beträgt jetzt 1186 m, die Tiefe 166 m (Stand: 10. März 2025).

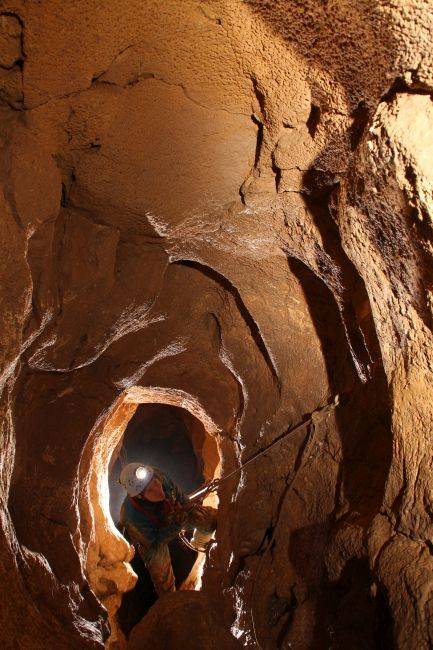
Abstieg aus dem „Wurmloch“
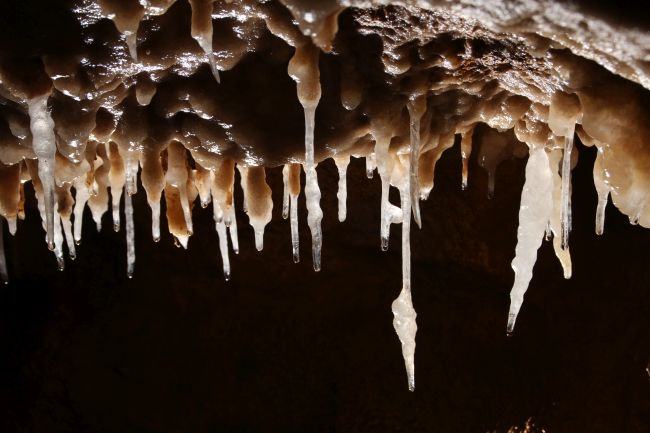
Excentrique im Luftgang
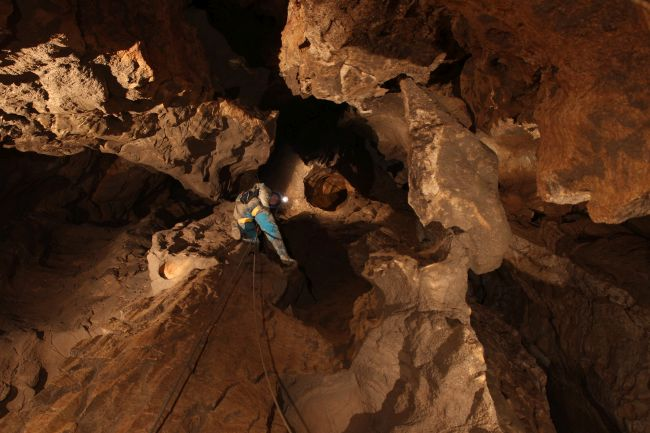
Abseilen auf „Axels Parkplatz“